# 아이버 프란시스
아이버 프란시스(Ivor Francis, 1918년 10월 26일 ~ 1986년 10월 22일)는 캐나다의 배우이다.

## 영화
- 목사님 만세 (1979년)
- 스파이더맨 (1977년)
- 네로 울프 (1977년)
- 형사 Q (1976년)
- 대리 형사 (1974년)
- 슈퍼대드 (1973년)
- 코작 (1973년)
- 나이트 스트랭글러 (1973년)
- 월튼네 사람들 (1972년)
- 홍키 (1971년)
- 제6지대 (1970년)
- 꿈의 조각들 (1970년)
- 내 사랑 조디 (1970년)
- 보난자 (1959년)